# جیف بیت
جف بیت سیاستمدار استرالیایی و همسر زارا بیت بیوه نخست وزیر فقید استرالیا هارولد هولت بود.  بیت در سن ۷۷ سالگی در ۱۵ مارس ۱۹۸۴ درگذشت.